# Sankt Görans kyrka, Varaždin
Sankt Görans kyrka (kroatiska: Crkva svetog Đorđa, serbiska: Crkva svetog Georgija/Црква светог Георгија) eller Stormartyren sankt Görans tempel (serbiska: Hram Svetog velikomučenika Georgija/Храм Светог великомученика Георгија) är en serbisk-ortodox kulturmärkt kyrka i Varaždin i Kroatien. Kyrkan uppfördes 1884 i nybysantisk och nyromansk stil enligt ritningar av Žiga Baločanski. Den ligger vid Ban Jelačaćićs torg och den främsta marknadssplatsen i Varaždins historiska stadskärna. Sankt Görans kyrka var en av de sista serbisk-ortodoxa kyrkorna som tillkom i den dåvarande österrikisk-ungerska provinsen Kroatien-Slavonien under 1800-talet. I dess innehav finns värdefulla inventarier såsom kyrkbänkar och ikoner som ursprungligen kommer från den serbisk-ortodoxa katedralen i Zagreb. 

## Historik
Kejsaren Josef II toleransedikt från 1781 innebar att andra kristna samfund än den romersk-katolska skulle tillåtas uppföra sakrala byggnader i det habsburgska riket. I de "kroatiska länderna" inom riket ledde det till att den serbisk-ortodoxa minoriteten kom att uppföra kyrkobyggnader i städer som Zagreb, Rijeka, Karlovac, Bjelovar och Koprivnica. Under 1850-1860-talet hävdes de sista begränsningarna för de icke-katolska trosinriktningarna vilket ledde till en andra våg av nya serbisk-ortodoxa kyrkor, däribland de i Ogulin och Otočac.
Sankt Görans kyrka i Varaždin skulle komma att bli den sista serbisk-ortodoxa kyrkan som uppfördes under 1800-talet i Kroatien. Dess sena tillkomst kan förklaras med att den serbisk-ortodoxa minoriteten i staden var liten till antalet och bestod av ett fåtal familjer. De flesta serber i Varaždin var officerare eller militär personal utan permanent bosättning i staden. Kyrkans tillkomst berodde till stor del på de rådande politiska omständigheterna där flera viktiga poster, däribland tjänsten som landshövding och borgmästare, innehades av serbisk-ortodoxa som med hjälp av sitt politiska inflytande och engagemang kunde uppbringa finansiering till den nya serbisk-ortodoxa kyrkan i Varaždin.
Den 28 juni 1884 inleddes arbetet med uppförandet av kyrkan enligt ritningar av Žiga Baločanski. Byggherre och ansvarig för arbetena var Radoslav Atzinger. Den 2 november 1884 stod kyrkan färdig.